# Lavisberg
Lavisberg (finska: Lavamäki) är en by i Vahto i Rusko kommun i det finländska landskapet Egentliga Finland. Lavisberg var Vahto kommuns näst nordligaste del.
I ådalen finns åkrar omgivna av bebyggelse, och nordost om dessa reser sig Rusko kommuns högsta punkt, Lavisberg. Väster och norr om byn ligger stora myrområden: Kangenmiekka i väster och Vajosuo, som är en del av Kurjenrahka nationalpark, i norr.

## Historia
Lavisberg var den sista byn som bosattes i Vahto. Det första omnämnandet av bosättning i Lavisberg är från 1760-talet, då en ny gård som kallas Hakala nämndes där. Ursprungligen kändes Lavisberg och den närliggande Järvijoki som Vahtos skogsbygd, och detta namn användes ännu på 1910-talet.
I Lavisberg fanns det ännu på 1800-talet samfällda skogar, vilka förutom vahtoborna även användes av invånare i grannsocknarna. Dessutom hade staten egna kronoskogar i området. På grund av de ovanliga ägoförhållandena förblev Lavisberg obebott under en lång tid, även om dess skogar och ängar användes. På grund av detta fanns det fortfarande under 1950-talet flera enklaver tillhörande olika närliggande kommuner i området.

### Tjänster
Lavisberg började utvecklas till Vahtos andra kommuncentrum på 1910-talet. I byn fanns både en hög- och en lågstadieskola samt ett andelslag; byns centrum fick sin slutliga form på 1930-talet. Tjänsterna började dock minska i slutet av 1960- och början av 1970-talet, då både andelslaget och folkskolorna lades ner.
Lavisberg är kanske mest känt för sitt byahus, som tidigare var ett bönhus. Byggnaden uppfördes 1908 och användes för sitt ursprungliga syfte fram till 1970-talet. I byn finns dessutom flera bostadshus bevarade från 1880- och 1920-talen.